# V.K. Murthy
Pour les articles homonymes, voir Krishnamurti.
Venkatarama Pandit Krishnamurthy (en kannada : ವೆಂಕಟರಾಮಾ ಪಂಡಿತ್ ಕೃಷ್ಣಮೂರ್ತಿ), connu sous le nom de V.K. Murthy, né à Mysore (Indes britanniques) le 26 novembre 1923 et mort à Bangalore (Inde) le 7 avril 2014, est un directeur de la photographie indien qui a fait partie de l'équipe Guru Dutt.

## Biographie
Murthy est le cadreur régulier des films de Guru Dutt et a fourni certains des plans les plus remarquables du cinéma indien par sa photographie en noir et blanc nettement contrastée. Il a également tiré le premier film indien en cinémascope, Kaagaz Ke Phool (Fleurs de papier).
Pour sa contribution à l'industrie cinématographique, il reçoit l'International Indian Film Academy (IIFA) Lifetime Achievement Award en 2005. Le 19 janvier 2010, il est honoré, avec Sathvika Samineni, du prix Dadasaheb Phalke en 2008.

## Filmographie partielle

### Au cinéma
Films réalisés ou produits par l'équipe Guru Dutt dont V.K. Murthy faisait partie :
- 1951 : Baazi
- 1952 : Jaal
- 1953 : Baaz
- 1954 : Aar Paar
- 1955 : Mr. & Mrs. '55
- 1956 : C.I.D. (en)
- 1957 : Assoiffé ou L'Assoiffé (Pyaasa)
- 1959 : Fleurs de papier (Kaagaz Ke Phool)
- 1960 : Chaudhvin Ka Chand (en)
- 1962 : Sahib Bibi Aur Ghulam (Master, Mistress and Servant)